# En dans med dej
En dans med dej (engelska: Easter Parade) är en amerikansk musikalfilm från 1948 och i regi av Charles Walters. I huvudrollerna ses Judy Garland och Fred Astaire. 
Filmen hade svensk premiär den 25 oktober 1948. Filmens sånger är skrivna av Irving Berlin. Johnny Green och Roger Edens blev 1949 tilldelade en Oscar för bästa filmmusik.

## Om filmen
Från början var det meningen att Gene Kelly skulle spela den manliga huvudrollen. Men han skadade sin vrist i samband med en rugbymatch och han fick ersättas av Fred Astaire. Cyd Charisse var påtänkt för rollen som Hannah Brown. Det var först meningen att Vincente Minnelli skulle regissera filmen, men filmbolaget ändrade sig, bland annat för att han och Judy Garland var gifta med varandra.

## Rollista i urval
- Judy Garland - Hannah Brown
- Fred Astaire - Don Hewes
- Peter Lawford - Jonathan Harrow III
- Ann Miller - Nadine Hale
- Jules Munshin - Francois, hovmästare
- Clinton Sundberg - Mike, bartendern
- Richard Beavers - sångare
- Jeni Le Gon - Essie, Nadines tjänsteflicka
- Frank Mayo - hovmästare
- Helene Heigh - ägare av hattbutik

## Musikalnummer i filmen
Alla sånger är komponerade av Irving Berlin
1. "Happy Easter" (Fred Astaire)
2. "Drum Crazy" (Astaire)
3. "It Only Happens When I Dance with You" (Astaire)
4. "I Want To Go Back To Michigan" (Judy Garland)
5. "Beautiful Faces Need Beautiful Clothes" (Astaire)
6. "A Fella with an Umbrella" (Peter Lawford, Garland)
7. Vaudeville Montage: "I Love a Piano" (Garland), "Snookey Ookums" (Astaire, Garland), "The Ragtime Violin" (Astaire) och "When the Midnight Choo-Choo Leaves for Alabam'" (Garland, Astaire)
8. "Shakin' the Blues Away" (Ann Miller)
9. "It Only Happens When I Dance With You (reprise)" (Garland)
10. "Steppin' Out with My Baby" (Astaire, kör)
11. "A Couple of Swells" (Astaire, Garland)
12. "The Girl on the Magazine Cover" (Richard Beavers)
13. "It Only Happens When I Dance With You" (instrumental)
14. "Better Luck Next Time" (Garland)
15. "Easter Parade" (Garland, Astaire)